# Satzberg
Satzberg är en kulle i Österrike.   Den ligger i  förbundslandet Wien, i den östra delen av landet, 8 km väster om huvudstaden Wien. Toppen på Satzberg är 435 meter över havet, eller 17 meter över den omgivande terrängen. Bredden vid basen är 0,21 km.
Terrängen runt Satzberg är kuperad åt nordväst, men åt sydost är den platt. Runt Satzberg är det mycket tätbefolkat, med 3 134 invånare per kvadratkilometer.. Närmaste större samhälle är Wien, 8,2 km öster om Satzberg. 
Runt Satzberg är det i huvudsak tätbebyggt.